# Angkor EV 2013
Angkor EV 2013 (in Quellen aus dem Jahr 2014 auch Angkor EV 2014) ist eine kambodschanische Automobilstudie des Unternehmens Heng Development.

## Geschichte
Das Fahrzeug wurde zunächst mehrfach unter dem Namen Angkor oder Angkor 333-1000 als private Initiative von Nhean Phaloek entwickelt. Es handelte sich dabei um einen offenen, zweisitzigen Kleinstwagen. Belastbare technische Angaben zu diesen Fahrzeugen, von denen die angeblich dritte Version ein verstärktes Medieninteresse hervorrief, liegen nicht vor.
Bereits 2011 wurde eine Serienproduktion angekündigt. Anfang 2013 präsentierte Heng Development eine überarbeitete Version des Modells mit geschlossener Karosserie. Gleichzeitig sollen technische Probleme behoben worden sein.
Bis Mitte 2013 war die Produktion noch nicht angelaufen. Nachdem sich Investoren aus dem Projekt zurückgezogen hatten, war Heng Development im Jahr 2014 auf der Suche nach neuen Geldgebern.
Für die Produktion sollte mit einer Investition von 100 Mio. USD ein Werk mit rund 300 Beschäftigten errichtet werden. Eine Serienproduktion kann jedoch bis heute nicht nachgewiesen werden.

## Technik
Nach Angaben des Erfinders Phalleok aus dem Jahr 2014 erreicht das Fahrzeug eine Geschwindigkeit von 60 km/h und soll eine Reichweite von bis zu 300 Kilometern haben. Zur Ausstattung sollen GPS und schlüsselloses Zündsystem gehören.
Als möglicher Preis wurden 10.000 Dollar genannt.